# VAZ–2104, VAZ–2105 és VAZ–2107
A VAZ–2104, a VAZ–2105 és a VAZ–2107 (egyéb neveiken Lada 2104, Lada 2105 és Lada 2107; az Egyesült Királyságban Lada Riva; Európa egyes részein Lada Nova; Braziliában Lada Laika; Kanadában Lada Signet; magyarországi becenevükön "kockaladák") középkategóriás autók, amelyeket a szovjet (később orosz) AvtoVAZ gyártott. Elődjüket, a VAZ–2101-es modellt helyettesítették, amely 1988-ban tűnt el a kínálatból. A gyártás 1980-ban kezdődött meg és néhány éven belül Európa és az egész világ számos részére eljutottak az autók. A gyártásuk 2012 szeptemberében fejeződött be, utolsóként egy VAZ-2104-es készült el.
Ezeket a kocsikat a klasszikus Ladák közé sorolják és ikonikus alakjai az AvtoVAZ autógyár történelmének, mivel a VAZ–2101-hez hasonlóan a Fiat 124 szolgál az alapjukul és orrmotoros, hátsókerék-hajtásos kivitelben készültek. A 2105-ös változat gyártása 2010-ben, a 2104-esé és a 2107-esé pedig 2012-ben fejeződött be Európában. A 2107-est jelenleg is gyártják Egyiptomban.

## Története
Bár az első darabok 1980-ban készültek el, a „kocka Lada” gyökerei jóval régebbre nyúlnak vissza, hiszen az 1970-ben bemutatott VAZ–2101 (Lada 1200, Zsiguli) felújított változataként jelent meg. A három variáns közül a VAZ–2105 volt az alap szedán, a VAZ–2104 annak a kombi változata, míg a VAZ–2107 a csúcskategóriás szedán. Utóbb könnyedén megkülönböztethető a 2105-től, nagyobb méretű és krómozott hűtőrácsa alapján. Oroszországban az autókat Pjatyorka (ötös), Csetvjorka (négyes) és Szemjorka (hetes) becenévvel illetik, míg Magyarországon a nullaöt, nullanégy és nullahét elnevezések a leggyakoribbak. A Lada kínálatában eltérő modellekként jelentek meg ezek a kocsik, de műszaki felépítésükben és formatervükben is szinte egyformák voltak.
Elsőként a VAZ–2105 jelent meg, melynek műszaki adottságai nagyon hasonlóak voltak elődjéhez, a VAZ–2101-hez. Ugyanaz, a Fiattól származó négysebességes manuális sebességváltó került bele, ugyanúgy spirálrugók kerültek rá, a hátsó kerekekre pedig alumínium dobfékek. A motor alapjául is a 2101-es 1200 cm³-es erőforrása szolgált, de ez alaposan át lett alakítva. A régi OHC motorhoz képest ez 1300 cm³-esre bővült és vezérműlánc helyett vezérműszíj került rá. 1982-ben érkezett a nagyobb változat a VAZ–2107, mely az 1972-ben bemutatott VAZ–2103 1500 cm³-es, láncos OHC motorját örökölte. 1992-ben eszközöltek egy-két változást ezen a motoron, amikor néhány változat egypontos üzemanyag-befecskendezést és katalizátort kapott, így megpróbálva jobb besorolást kapni a károsanyag kibocsátási teszteken. Később a 2105 modernizált változata, a 2105-3 is 1500 cm³-es motort kapott.
A szigorodó károsanyag kibocsátási és biztonsági szabályozások miatt 1997-re a legtöbb nyugat-európai országban beszüntették a "kocka Ladák" eladását, ennek ellenére a gyártás és az eladás zavartalanul folyt tovább Oroszországban. 2002-ben a VAZ–2104 gyártása áttevődött az Izsevszki Autógyárba (IzsMas), majd később Ukrajnában, a Lucki Autógyárban és Cserkasziban is megkezdődött az összeszerelés. A VAZ–2107 összeszerelése a  Zaporizzsjai Autógyárban (ZAZ) és az Egyiptomi Suzuki gyárban is folyt. 2011 augusztusában a "kocka Ladák gyártása Oroszországban teljes mértékben áttevődött az Izsevszki Gépgyárba.

### Eladások Nyugat-Európában és Európán kívül
Szegényesen felszerelt belsőtere, idejétmúlt formaterve és műszaki adottságai miatt az Egyesült Királyságban soha nem számított kategóriája legkeresettebb autójának, a Ford Sierra, a Vauxhall Cavalier és az Austin Montego is keresettebb volt. Ennek ellenére a "kocka Lada", mint Lada Riva még így is jó eladási mutatókkal bírt Nagy-Britanniában és sok más nyugat-európai országban az 1990-es évek elején, de az olyan gyártók európai megjelenésével, mint a Kia, a Daewoo, a Hyundai vagy a Proton, az eladások alaposan visszaestek. Az autó emellett nem tudott megfelelni az Európai Unió által előírt egyre szigorúbb károsanyag kibocsátási szabályoknak, ezért az 1990-es évek második felében az Egyesült Királyságban és sok más nyugat-európai országban beszüntették az árusítását, 1997. július 4-re Kanadában is abbahagyták az eladását.
A „kocka” Ladákat Új-Zélandon is árusították, ahová a New Zealand Dairy Board szervezeten keresztül jutottak el, cserébe a Szovjetunióba exportált birkahúsért és vajért. Az utolsó autószállítmány 1990-ben érkezett.

## Egyéb változatok
Az 1300 és az 1500 cm³-es változatok mellett kis példányszámban készültek 1200 és 1600 cm³-esek is, sőt, Finnországban még egy turbófeltöltős változat is, Lada 2107 Turbo néven. Utóbbit a Lada finnországi importőre, a Konela készítette.

### Gyártás a Suzuki egyiptomi gyárában
Az egyiptomi Amal Foreign Trade Company nevű kereskedelmi cég és a Lada anyavállalata, az AvtoVAZ 2000-ben szerződést kötött egymással, melynek értelmében az észak-afrikai ország gyárthatja és forgalmazhatja a VAZ–2107-es típust. Mivel a Ladának nincs külön gyára az országban, a gyártás a kairói Suzuki gyár egyik részlegében kezdődött meg. 2005 óta a Lada 110 is itt készül. A 2010-es évek elején felmerült az ötlet külön gyár nyílna Egyiptomban, mely kizárólag Ladák összeszerelésével foglalkozna.

## A gyártás leállítása
A 2010-es évek elején a "kocka Ladák" eladási mutatói továbbra is erősek voltak Oroszországban és a volt keleti blokk országaiban. 2011 első negyedévében például 28 633 darab 2105-öst és 2107-est adtak el Oroszországban, ami 140%-os növekedést jelentett az egy évvel korábbi adatokhoz képest. Ennek ellenére a VAZ–2105 gyártása 2010 decemberében befejeződött, 30 év és csaknem 3 millió elkészült darab után. A többi típus gyártása Oroszországon belül teljes mértékben áttevődött az Izsevszki Autógyárba.
A 2107 összeszerelése 2011 augusztusában került át az Izsevszki Gépgyárba, ezzel Togliattiban végleg befejeződött a Fiat 124-en alapuló "klasszikus Ladák gyártása, 41 év és 14 milliónál is több legyártott autó után. Sokan úgy vélték, hogy mindezt azért tette az AvtoVAZ, hogy helyet teremtsen a VAZ–2116 sorozatgyártásához.
A VAZ–2107 oroszországi gyártása 2012 áprilisában ért véget, míg az utolsó VAZ–2104-es 2012. szeptember 17-én hagyta el a gyártósort Izsevszkben, ezzel végleg befejeződött a klasszikus, Fiat 124-en alapuló Ladák gyártása Európában. Az Izsevszki Autógyárban egy hónappal később megkezdődött a Lada Granta sorozatgyártása.

## Képgaléria

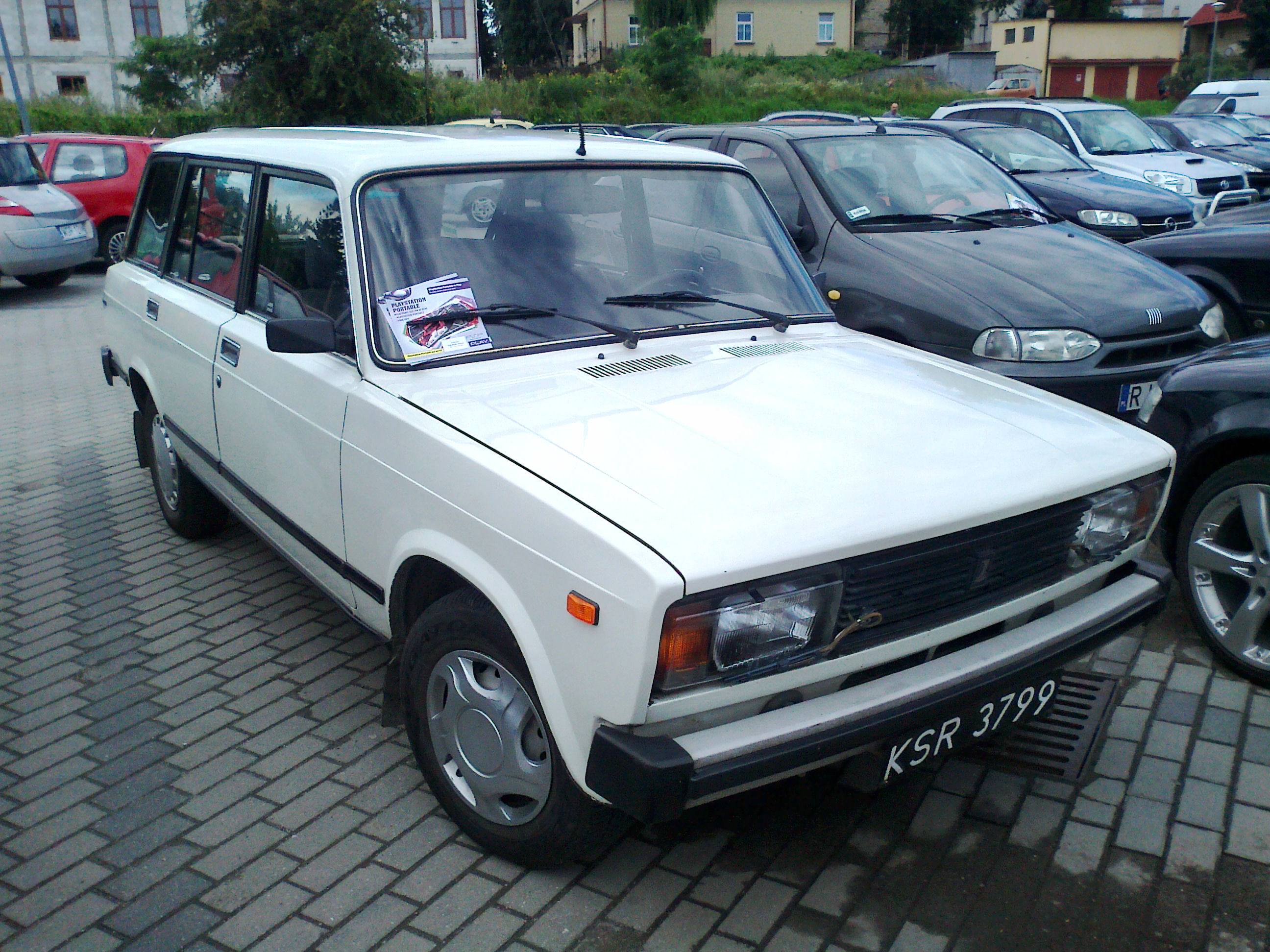
VAZ–2104
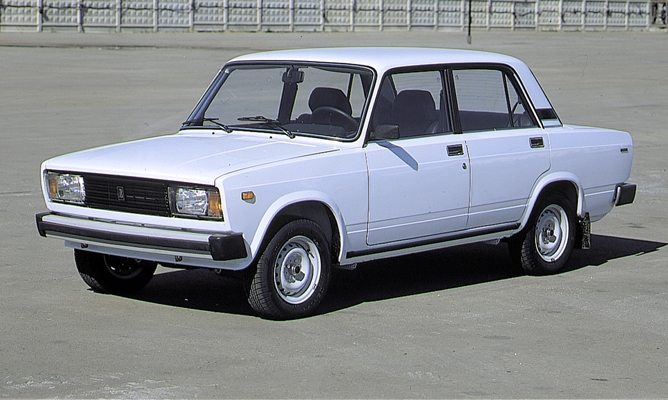
VAZ–2105
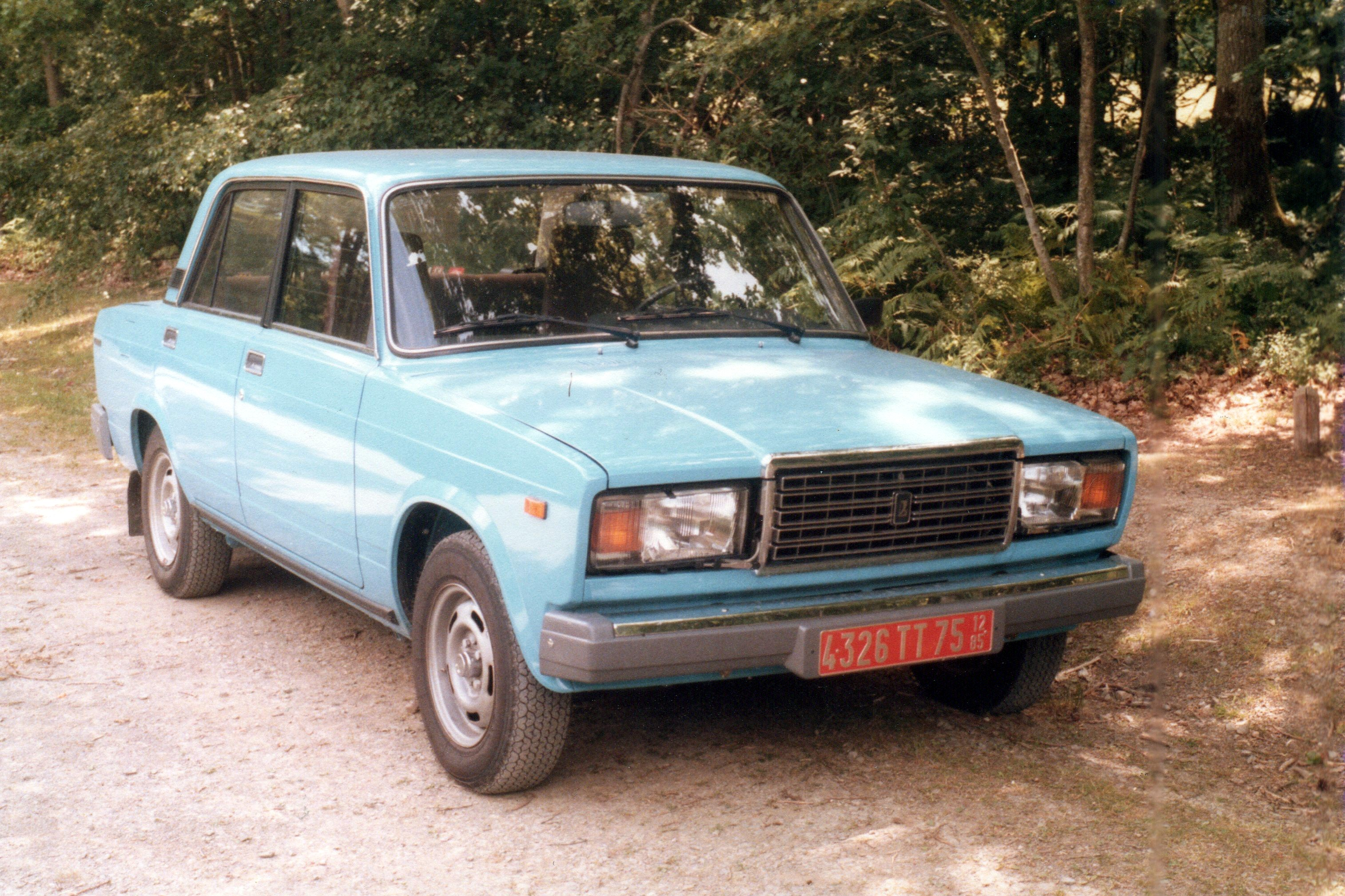
VAZ–2107